# Mops petersoni
Mops petersoni är en fladdermusart som först beskrevs av El Rayah 1981.  Mops petersoni ingår i släktet Mops och familjen veckläppade fladdermöss. Inga underarter finns listade i Catalogue of Life.
Hannen som användes för artens beskrivning (holotyp) var med svans 93 mm lång, svanslängden var 27 mm och djuret hade 19 mm långa öron. Hos andra individer är underarmarna 32 till 35 mm långa. Liksom hos andra släktmedlemmar är bara en liten del av svansen inbäddad i svansflyghuden och hudflikar på näsan (bladet) saknas. Håren som bildar den korta pälsen på ovansidan är ljusbruna nära roten och sedan mörkbruna. Ibland förekommer vita hårspetsar. Undersidan är täckt av ljusbrun päls. Det finns inga mönster (fläckar, strimmor) i pälsen. Flygmembranen är naken och har en svartbrun färg. Mops petersoni har sammanlänkade öron. Tandformeln är I 1/2 C 1/1 P 2/2 M 3/3.
Denna fladdermus har två från varandra skilda populationer i Afrika, en i Ghana och en något större i Kamerun. Arten lever i tropiska regnskogar i låglandet.